# Lista över svenska krig
Detta är en lista över de krig som Sverige har deltagit i från tidig medeltid till år 1814.

## Avgränsning
Vad som är "svenska krig" kan definieras och avgränsas av hur man definierar krig, hur man definierar Sverige och vad som kan anses vara trovärdiga källor.
För tidiga fejder som brukar nämnas är källäget ofta tunt, och baserar sig på tolkningar av sagor som inte är entydiga. Dessutom finns det tidiga beskrivna konflikter som tolkats som krig, men inte var mellanstatliga konflikter utan snarare plundringståg eller släktfejder, som till exempel Slaget vid Svolder. Ett annat omtalat tidigt krig är kriget mellan Erik Segersäll och Styrbjörn Starke, som avslutades med slaget vid Fyrisvallarna, där Styrbjörn Starkes existens senare har ifrågasatts, men flera runstenar berättar om ett slag vid Uppsala som kan ha samband med det slaget. Även det första svenska korståget på 1150-talet är ifrågasatt eftersom det inte finns samtida källor även om det förutsätts att militära expeditioner genomfördes vid denna tid vilket ledde till att Egentliga Finland länge var en del av Sverige.
Det första väldokumenterade svenska kriget stod mellan den svenske kungen Inge den äldre och den norske kungen Magnus Barfot om Dalsland. Det finns spår av tidigare exempel på krig, men just detta krig avslutades med ett väldokumenterat fredsavtal i Trekungamötet 1101. Vid fredsmötet, där även danske kungen närvarade, är det tydligt att det var tidiga medeltidsmonarkier och inte släkter som stridit.
Sveriges senaste krig uppges i allmänhet vara fälttåget mot Norge 1814. Sverige har därefter haft fred i mer än 200 år. Samtidigt har Sverige efter andra världskriget deltagit med trupper i uppdrag sanktionerade av Förenta Nationerna. Det har då kallats fredsbevarande uppdrag, men i till exempel Kongo blev FN en stridande part under konflikten och svenska trupper genomförde regelrätta anfall under det mandatet. Under insatser i Libyen 2012 och i Afghanistan mellan 2002 och 2021, deltog Sverige som part i konflikten under ledning av Nato, men insatserna var sanktionerade av FN. När det uppmärksammades att Sverige haft fred i 200 år 2014 ledde detta till vissa diskussioner, men rådande konsensus är att Sverige haft fred sedan 1814, även om man deltar i internationella insatser. Därför tas de insatserna inte med i listan.

## Svenska krig
Svensk seger
      Svensk förlust
      Annat resultat, till exempel status quo ante bellum, krig utan segrare eller resultatet av ett inbördeskrig.
| Konflikt                                                 | Stridande 1 | Stridande 2 | Resultat                                                                                          | Fred                                                                                               |
| -------------------------------------------------------- | --- | --- | ------------------------------------------------------------------------------------------------- | -------------------------------------------------------------------------------------------------- |
| Inge den äldres krig mot Norge (1090-talet—1101)         | Sverige | Norge | Norske kungen Magnus Barfot fick Dalsland som hemgift efter giftermål med Inge den äldres dotter. | Trekungamötet 1101                                                                                 |
| Striden mellan Sverkerska och Erikska ätten (1169–1210)  | Erikska ätten | Sverkeska ätten | Seger för Erikska ätten                                                                           | |
| Estländska korståget (1220)                              | Sverige | Estländare | Estländsk seger                                                                                   | |
| Norsk attack mot Sverige (1225/1249)                     | Sverige | Norge | Ingen klar vinnare                                                                                | Freden i Lödöse                                                                                    |
| Slaget vid Olustra (1229 eller 1230)                     | Sverige | Folkungarna | Seger för Folkungarna                                                                             | |
| Svensk-Novgorodiska kriget (1240) (1240)                 | Sverige | Republiken Novgorod | Svensk förlust vid Neva                                                                           | |
| Slaget vid Sparrsätra (1247)                             | Sverige | Folkungarna | Svensk seger                                                                                      | |
| Andra svenska korståget (1248–1250)                      | Sverige | Österland | Svensk seger                                                                                      | |
| Slaget vid Herrevadsbro (1251)                           | Sverige | Folkungarna | Svensk seger                                                                                      | |
| Avsättningskriget mot kung Valdemar (1275)               | Sverige | Magnus & Eriks upprorsmän | Seger för upprorsmännen                                                                           | |
| 6000-markskriget (1276–1278)                             | Sverige | Danmark | Dansk seger                                                                                       | Freden i Laholm                                                                                    |
| Tredje folkungaupproret (1278–1280)                      | Sverige | Folkungarna | Svensk seger                                                                                      | |
| Tredje svenska korståget (1293)                          | Sverige | Österland | Svensk seger                                                                                      | |
| Slaget vid Landskrona (1301)                             | Sverige | Republiken Novgorod | Novgorodsk seger                                                                                  | |
| Slaget vid Röcklinge backe (1313)                        | Sverige | Gotland | Gotländsk seger                                                                                   | |
| Slaget vid Mjölkalånga (1318)                            | Sverige | Danmark | Svensk seger                                                                                      | |
| Kexholmskriget (1321–1323)                               | Sverige | Ryssland | Oavgjort                                                                                          | Freden i Nöteborg                                                                                  |
| Kalundborgskriget (1341–1343)                            | Sverige Holstein | Danmark Hanseförbundet | Svensk seger                                                                                      | |
| Magnus Erikssons korståg (1348–1351)                     | Sverige | Republiken Novgorod | Status quo ante bellum                                                                            | |
| Valdemar Atterdags invasion av Gotland (1361)            | Sverige | Danmark | Dansk seger                                                                                       | |
| Avsättningskriget mot Albrekt av Mecklenburg (1388–1389) | Sverige | Danmark | Dansk seger                                                                                       | |
| Engelbrektsupproret (1434–1436)                          | Svenska upprorsmän | Kalmarunionen | Seger för upprorsmännen                                                                           | |
| Pukefejden (1436–1437)                                   | Karl Knutsson (Bonde) | Erik Puke | Seger för Karl Knutsson (Bonde)                                                                   | |
| Kriget om Norge (1448-1451)                              | Sverige | Danmark | Dansk seger                                                                                       | |
| Kettil Karlssons uppror (1464–1465)                      | Sverige | Kalmarunionen | Svensk seger                                                                                      | |
| Dansk-svenska kriget (1468–1469) (1468–1469)             | Sverige | Kalmarunionen | Svensk seger                                                                                      | |
| Slaget vid Öresten (1470)                                | Sverige | Kalmarunionen | Svensk seger                                                                                      | |
| Dansk-svenska kriget (1470–1471) (1470–1471)             | Sverige | Kalmarunionen | Svensk seger                                                                                      | |
| Sturarnas ryska krig (1495–1497)                         | Sverige | Moskvariket | Svensk seger                                                                                      | Freden i Novgorod                                                                                  |
| Avsättningskriget mot kung Hans (1501–1503)              | Svenska upprorsmän | Kalmarunionen | Svensk seger                                                                                      | |
| Svante Nilsson Stures krig mot Danmark (1504–1512)       | Sverige Lübeck | Kalmarunionen | Seger för Kalmarunionen                                                                           | Freden i Malmö                                                                                     |
| Sten Sture den yngres krig mot Danmark (1512–1520)       | Svenska upprorsmän | Kalmarunionen | Seger för Kalmarunionen                                                                           | |
| Gustav Vasas befrielsekrig (1521–1523)                   | Svenska upprorsmän Lübeck | Kalmarunionen | Svensk seger                                                                                      | Malmö recess                                                                                       |
| Grevefejden (1534–1536)                                  | Jylland Fyn Slesvig Holstein Sverige Preussen | Skåneland Själland Malmö Köpenhamn Lübeck                                                                                                  | Svensk seger                                                                                      | |
| Dackefejden (1542–1543)                                  | Sverige | Nils Dackes bondehär | Svensk seger                                                                                      | |
| Stora ryska kriget (1554–1557)                           | Sverige | Ryssland | Status quo ante bellum                                                                            | Freden i Novgorod                                                                                  |
| Nordiska sjuårskriget (1563–1570)                        | Sverige | Danmark-Norge | Status quo ante bellum                                                                            | Freden i Stettin                                                                                   |
| Första polska kriget (1563–1568)                         | Sverige | Polen-Litauen | Status quo ante bellum                                                                            | |
| Nordiska tjugofemårskriget (1570–1595)                   | Sverige Polen-Litauen | Ryssland | Svensk seger                                                                                      | Freden i Teusina                                                                                   |
| Avsättningskriget mot Sigismund (1598–1599)              | Sverige Polen-Litauen | Svenska upprorsmän | Seger för upprorsmännen                                                                           | |
| Andra polska kriget (1600–1629)                          | Sverige | Polen-Litauen Tysk-romerska riket | Svensk seger                                                                                      | Stilleståndet i Altmark Stilleståndet i Stuhmsdorf                                                 |
| De la Gardieska fälttåget (1609–1610)                    | Sverige Ryska upprorsmän | Polen-Litauen | Polsk-Litauisk seger                                                                              | De la Gardies dagtingan                                                                            |
| Ingermanländska kriget (1610–1617)                       | Sverige | Ryssland | Svensk seger                                                                                      | Freden i Stolbova                                                                                  |
| Kalmarkriget (1611–1613)                                 | Sverige | Danmark-Norge | Dansk-Norsk seger                                                                                 | Freden i Knäred                                                                                    |
| Trettioåriga kriget (1618–1648)                          | Sverige Frankrike Danmark-Norge Böhmen Kurfurstendömet Sachsen Nederländerna Kurpfalz Braunschweig-Lüneburg Hessen-Kassel Brandenburg-Preussen England Skottland Transsylvanien | Tysk-romerska riket - Katolska ligan - Österrike - Bayern - Böhmen Spanien Ungern Kroatien Danmark-Norge                                   | Svensk-fransk seger                                                                               | Westfaliska freden                                                                                 |
| Torstensons krig (1643–1645)                             | Sverige | Danmark-Norge | Svensk seger                                                                                      | Freden i Brömsebro                                                                                 |
| Första bremiska kriget (1653–1654)                       | Sverige | Bremen | Svensk seger                                                                                      | Recessen i Stade                                                                                   |
| Karl X Gustavs polska krig (1655–1660)                   | Sverige Ryssland Brandenburg-Preussen Kosackhetmanatet Litauen Transsylvanien Moldova Valakiet                                                                                  | Polen-Litauen Ryssland Krimkhanatet Kosackhetmanatet Österrike Ungern Brandenburg-Preussen Danmark-Norge Nederländerna                     | Status quo ante bellum                                                                            | Freden i Oliwa                                                                                     |
| Karl X Gustavs ryska krig (1656–1661)                    | Sverige | Ryssland | Status quo ante bellum                                                                            | Freden i Kardis                                                                                    |
| Karl X Gustavs första danska krig (1657–1658)            | Sverige | Danmark-Norge | Svensk seger                                                                                      | Freden i Roskilde                                                                                  |
| Karl X Gustavs andra danska krig (1658–1660)             | Sverige | Danmark-Norge Nederländerna Brandenburg-Preussen Österrike Polen-Litauen                                                                   | Dansk-Norsk seger                                                                                 | Freden i Köpenhamn                                                                                 |
| Andra bremiska kriget (1665–1666)                        | Sverige | Bremen | Bremisk seger                                                                                     | Traktaten i Habenhausen                                                                            |
| Skånska kriget (1675–1679)                               | Sverige Frankrike | Danmark-Norge Brandenburg-Preussen Tysk-romerska riket Nederländerna Spanien Hertigdömet Braunschweig-Lüneburg Furstbiskopsstiftet Münster | Status quo ante bellum                                                                            | Freden i Fontainebleau Freden i Lund Freden i Saint-Germain                                        |
| Pfalziska tronföljdskriget (1688–1697)                   | Nederländerna England Skottland Tysk-romerska riket Spanien Savojen Sverige | Frankrike | Status quo ante bellum                                                                            | Freden i Rijswijk                                                                                  |
| Stora nordiska kriget (1700–1721)                        | Sverige Holstein-Gottorp Hannover Osmanska riket Polen-Litauen Zaporizjakosacker Storbritannien Nederländerna                                                                   | Ryssland Danmark-Norge Polen-Litauen Kurfurstendömet Sachsen Zaporizjakosacker Preussen Hannover Storbritannien                            | Koalitionsseger                                                                                   | Freden i Traventhal Freden i Altranstädt Freden i Stockholm Freden i Frederiksborg Freden i Nystad |
| Hattarnas ryska krig (1741–1743)                         | Sverige | Ryssland | Rysk seger                                                                                        | Freden i Åbo                                                                                       |
| Dalupproret 1743                                         | Sverige | Dalkarar | Svensk seger                                                                                      | |
| Pommerska kriget (1757–1762)                             | Sverige | Preussen | Status quo ante bellum                                                                            | Freden i Hamburg                                                                                   |
| Träffningen vid Ibiza (1780)                             | Sverige | Storbritannien | Svensk seger                                                                                      | |
| Gustav III:s ryska krig (1788–1790)                      | Sverige | Ryssland | Status quo ante bellum                                                                            | Freden i Värälä                                                                                    |
| Svensk-Algeriska kriget 1791-1792                        | Sverige | Algeriet | Algerisk seger                                                                                    | |
| Teaterkriget (1788–1789)                                 | Sverige | Danmark | Status quo ante bellum                                                                            | Den danska neutralitetsdeklarationen 1789                                                          |
| Barbareskkriget (1801–1805)                              | Sverige USA | Barbareskstaterna | Svensk seger                                                                                      | |
| Första Napoleonkriget (1805–1810)                        | Sverige Storbritannien Preussen | Frankrike | Fransk seger                                                                                      | Freden i Paris 1810                                                                                |
| Finska kriget (1808–1809)                                | Sverige | Ryssland | Rysk seger                                                                                        | Freden i Fredrikshamn                                                                              |
| Dansk-svenska kriget (1808–1809) (1808–1809)             | Sverige | Danmark | Status quo ante bellum                                                                            | Freden i Jönköping                                                                                 |
| Kriget mot Storbritannien (1810–1812)                    | Sverige | Storbritannien | Status quo ante bellum                                                                            | Freden i Örebro                                                                                    |
| Andra Napoleonkriget (1813–1814)                         | Ryssland Preussen Storbritannien Sverige Spanien Portugal Sicilien Sardinien Österrike Bayern Württemberg Baden Nederländerna Liechtenstein Danmark                             | Frankrike Hertigdömet Warszawa Kungariket Italien Kungariket Neapel Rhenförbundet Danmark-Norge                                            | Svensk seger                                                                                      | Freden i Paris Freden i Kiel                                                                       |
| Fälttåget mot Norge (1814)                               | Sverige | Norge | Svensk seger                                                                                      | Konventionen i Moss                                                                                |

## Grafisk tidsaxel över svenska krig
Tidslinjen nedan visar de svenska krigen från 1200-talet och framåt. Färgerna har samma betydelse som i tabellen ovan.